# 徳について
『徳について』（希: Περὶ Ἀρετῆς, 羅: De Virtute, 英: On Virtue）とは、プラトン名義の短篇の対話篇。偽書。

## 構成

### 登場人物
- ソクラテス
- 馬の飼育者（ヒッポトロポス）

### 年代・場面設定
ソクラテスが相手に「徳」は教えうるのか、それとも生得のものか問うところから話が始まる。

### 補足
『徳について』という題名は、『メノン』の副題と同じ。

## 日本語訳
- 『プラトン全集 15』 副島民雄訳、岩波書店、1975年, 2006年